# Полысаев, Владимир Фёдорович
Влади́мир Фёдорович Полыса́ев (14 июня 1924, Ленинград — 18 января 2018) — специалист физической культуры и спорта Санкт-Петербурга, кандидат педагогических наук, профессор Балтийского государственного технического университета, создатель и председатель Санкт-Петербургской региональной общественной организации инвалидов спорта «Эдельвейс»

## Биография
В дни Великой Отечественной войны воевал в пехоте и артиллерии, затем в танковых войсках, был тяжело ранен. После ранения вернулся в строй, в 1945 году участвовал в боях за Берлин, штурмовал канцелярию Гитлера.
После демобилизации в 1947 году работал на Ленинградском оптико-механическом заводе инженером. В 1964 году возглавил Ленинградский областной совет ЛСО «Труд», затем с 1966 года ДСО «Зенит».
В 1970—1974 годах — начальник футбольной команды «Зенит». Позже стал профессором Балтийского государственного технического университета. и возглавил кафедру физического воспитания университета. Руководитель и автор многих научно-исследовательских работ, научно-методических разработок, учебных пособий в области проблем физической культуры и спорта.
По инициативе Полысаева в декабре 1992 года в Санкт-Петербурге была создана общественная организация «Фонд инвалидов спорта „Эдельвейс“» (ныне — Санкт-Петербургская региональная общественная организация спорта «Эдельвейс»), председателем которой он стал.
Под руководством В. Ф. Полысаева были разработаны целевые программы медико-социальной поддержке ветеранов спорта Санкт-Петербурга.

## Награды
- Орден «Отечественной войны» I степени (1945) — за боевые заслуги.
- Орден «Отечественной войны» II степени (1945) — за боевые заслуги.
- Орден «Знак Почёта» (1960) — за заслуги перед государством.
- Медали «За боевые заслуги», «За освобождение Варшавы», «За взятие Берлина», «За победу над Германией в Великой Отечественной войне 1941—1945 гг.»
- «Почётный знак Российского комитета ветеранов войны» — за активное участие в ветеранском движении.
- Орден Дружбы (2002) — за развитие и укрепление международных связей[2]
- Заслуженный работник физической культуры Российской Федерации (2008) — за заслуги в развитии физической культуры и спорта Санкт-Петербурга.